# 威洛鎮區 (北達科他州格里格斯縣)
威洛鎮區（英語：Willow Township）是位於美國北達科他州格里格斯縣的一個鎮區。

## 地方資料
威洛鎮區的面積為90.94平方千米，當中陸地面積為89.40平方千米，而水域面積為1.54平方千米。根據2020年美國人口普查的數據，當地共有人口51人，而人口密度為每平方千米0.56人。